# پونتاردولیس
پونتاردولیس (به انگلیسی: Pontarddulais) یک منطقهٔ مسکونی در بریتانیا است که در City and County of Swansea واقع شده‌است. پونتاردولیس ۶٬۲۸۱ نفر جمعیت دارد.

## خواهرخوانده
شهر Cobh خواهرخواندهٔ پونتاردولیس هست.